# Heinrich Raeithel
Heinrich Gottfried Raeithel (* 15. März 1842 in Schwarzenbach an der Saale; † 20. Februar 1896 ebenda) war Bürgermeister, Fabrikant und Mitglied des Deutschen Reichstages.

## Leben
Raeithel besuchte die Lateinschule in Hof, die Gewerbeschule in Wunsiedel und die höhere Weberschule in Chemnitz. Er arbeitete von 1860 bis 1863 in Fabrikgeschäften in Sachsen und Böhmen und war ab 1864 Teilhaber der Firma Carl Künzel, Fabrikation wollener und baumwollener Manufakturwaren in Schwarzenbach. Ab 1869 war er Mitglied der dortigen städtischen Kollegien, von 1876 bis 1881 und von 1888 bis 1896 Bürgermeister. Weiter war er 15 Jahre Mitglied des Distriktsrats Rehau und von 1882 bis 1887 Mitglied des Landrats von Oberfranken.
Von 1890 bis 1893 war er Mitglied des Deutschen Reichstags für den Wahlkreis Oberfranken 1 (Hof, Naila, Rehau, Münchberg) und die Deutsche Freisinnige Partei.